# Kassina maculosa
Kassina maculosa es una especie de anfibios de la familia Hyperoliidae.
Habita en Camerún, República Centroafricana, República Democrática del Congo, Gabón, posiblemente República del Congo, posiblemente Nigeria y posiblemente Sudán.
Su hábitat natural incluye bosques tropicales o subtropicales secos, bosques tropicales o subtropicales secos y a baja altitud, montanos secos, sabanas secas, praderas húmedas o inundadas en algunas estaciones, praderas tropicales o subtropicales a gran altitud, ríos, marismas de agua dulce, corrientes intermitentes de agua dulce, jardines rurales y zonas previamente boscosas ahora degradadas.